# Крут как я
«Крут как я» (англ. As Cool As I Am) — американская драма по одноимённому роману Пита Фромма, в главных ролях Клэр Дэйнс, Сара Болджер и Джеймс Марсден. Съемки фильма старовали в 2011 году в Нью-Мексико. В США премьера состоялась 21 июня 2013 года.

## Сюжет
Девочка-подросток Люси больше похожа на мальчишку своей мужской стрижкой и манерой поведения. Она любит отца, но тот часто уезжает на работу в Канаду. С матерью у Люси также хорошие отношения, и та даже доверяет дочери, несмотря на совсем ещё юный возраст, водить автомобиль.
Между тем, возраст Люси постепенно оказывает решающее влияние на её поведение, в юной девушке пробуждается сексуальность, что влечет желание отрастить волосы, начать пользоваться косметикой и научиться покорять сердца парней. Кроме того, Люси начинает замечать проблемы в отношениях её родителей, и она понимает, что отец не случайно подолгу пропадает вдали от жены, а та, в свою очередь, совсем не скучает по мужу.

## В ролях
| Актёр            | Роль                    |
| ---------------- | ----------------------- |
| Клэр Дэйнс       | Лэйни Даймонд мать Люси |
| Сара Болджер     | Люси Даймонд            |
| Джеймс Марсден   | Чак Даймонд отец Люси   |
| Томас Манн       | Кенни лучший друг Люси  |
| Джереми Систо    | парень                  |
| Рис Койро        | Рон                     |
| Аника Нони Роуз  | Франсес подруга Лэйни   |
| Аланис Мориссетт | в роли самой себя       |
| Питер Фонда      | Джеральд                |
| Джон Тенни       | Боб                     |